# Maciej Mattik
Maciej Mattik (28 de julio de 1986) es un deportista polaco que compitió en remo. Ganó una medalla de oro en el Campeonato Europeo de Remo de 2012, en la prueba de ocho con timonel.

## Palmarés internacional
| Campeonato Europeo | Campeonato Europeo | Campeonato Europeo | Campeonato Europeo |
| Año                | Lugar              | Medalla            | Prueba             |
| ------------------ | ------------------ | ------------------ | ------------------ |
| 2012               | Varese (Italia)    | Medalla de oro     | Ocho con timonel   |